# Конспект урока
Конспект урока — краткое изложение содержания и хода урока, отражающее совместную деятельность учителя и учащихся.
Конспект нужен для подготовки к уроку, так как работа над ним помогает систематизировать учебный материал, выстроить логическую последовательность его изложения, уточнить формулировки и понятия, определить соотношение звеньев урока.

## Описание
Конспекты уроков составляются студентами педагогических вузов во время педагогических практик, начинающими учителями, а также опытными учителями во время подготовки открытых уроков.
В конспекте урока учитель прописывает формулировку вопросов для фронтального опроса, прописывает переход к началу изложения нового материала, записывает выводы, формулировки и обобщения. Излагается также тот или иной вид рассказа учителя на уроке, методика преподавания. Учитель намечает вопросы и задания учащимся по ходу изложения нового, способы работы с учебной презентацией, предусматривает демонстрацию и запись терминов и схем на экране, интерактивной доске или классической меловой доске.
Форма написания конспекта не имеет каких-либо регламентаций по его оформлению. Опыт работы учителей показывает, что в конспекте полезно оставлять большие поля для различных замечаний по ходу урока (вопросы к ученикам, даты, термины, наглядные пособия). Все это позволяет достичь четкости и выразительности на уроке, сделать рассказ ярким, эмоциональным и убедительным. Дословная запись даёт возможность подготовиться к свободному (без использования конспекта урока) изложению материала на уроке.

### Конспект урока и аттестация учителя
Конспект урока является вариантом письменного квалификационного испытания при аттестации педагогических работников. Цель квалификационного испытания: оценка уровня сформированности профессиональных педагогических компетенций, на основе которой выносится суждение о соответствии учителя занимаемой должности.
Требования к конспекту урока зафиксированы в Письме Министерства образования и науки РФ от 29 ноября 2010 г. N 03-339 «О методике оценки уровня квалификации педагогических работников»

### Конспект отражает основныеэтапы урока
1. организационный момент;
2. постановка цели урока;
3. опрос обучающихся по заданному на дом материалу;
4. объяснение нового материала;
5. закрепление учебного материала;
6. задание на дом.

### Требования к конспекту
1. Цель, задачи и методы должны соответствовать теме учебного занятия и возрасту учащихся.
2. Цель и задачи должны быть четко сформулированными и достижимыми.
3. Важным элементом является наличие мотивации к изучению той или иной темы.
4. Ход учебного занятия должен способствовать последовательному достижению цели и реализации поставленных задач.